# Zirkulation (Meteorologie)
Eine Zirkulation bzw. ein Zirkulationssystem ist in der Meteorologie eine mehr oder weniger geschlossene, kreisförmige Luftströmung.
Hierbei ist zunächst gleichgültig, ob es sich um eine horizontale, eine vertikale oder eine schräg im Raum liegende Zirkulation handelt. Auch gibt es Zirkulationen in den verschiedensten Größenordnungen. Land-Seewind Zirkulation, Berg- und Talwind-Zirkulation und Wirbelstürme sind Beispiele für in der Regel mikro- bis mesoskalige Zirkulationen.
Auf der synoptischen Skala sind Hoch- und Tiefdruckgebiete bekannte Beispiele von Zirkulationssystemen, und auf der planetaren Skala steht die planetarische Zirkulation für eine Ansammlung großräumiger vertikaler Zirkulationsräder (Hadley-Zelle, Ferrel-Zelle, Polarzelle) bzw. horizontaler Zirkulationen (Walker-Zirkulation, El Niño, Monsunzirkulation).

## Prinzip der thermischen Zirkulation

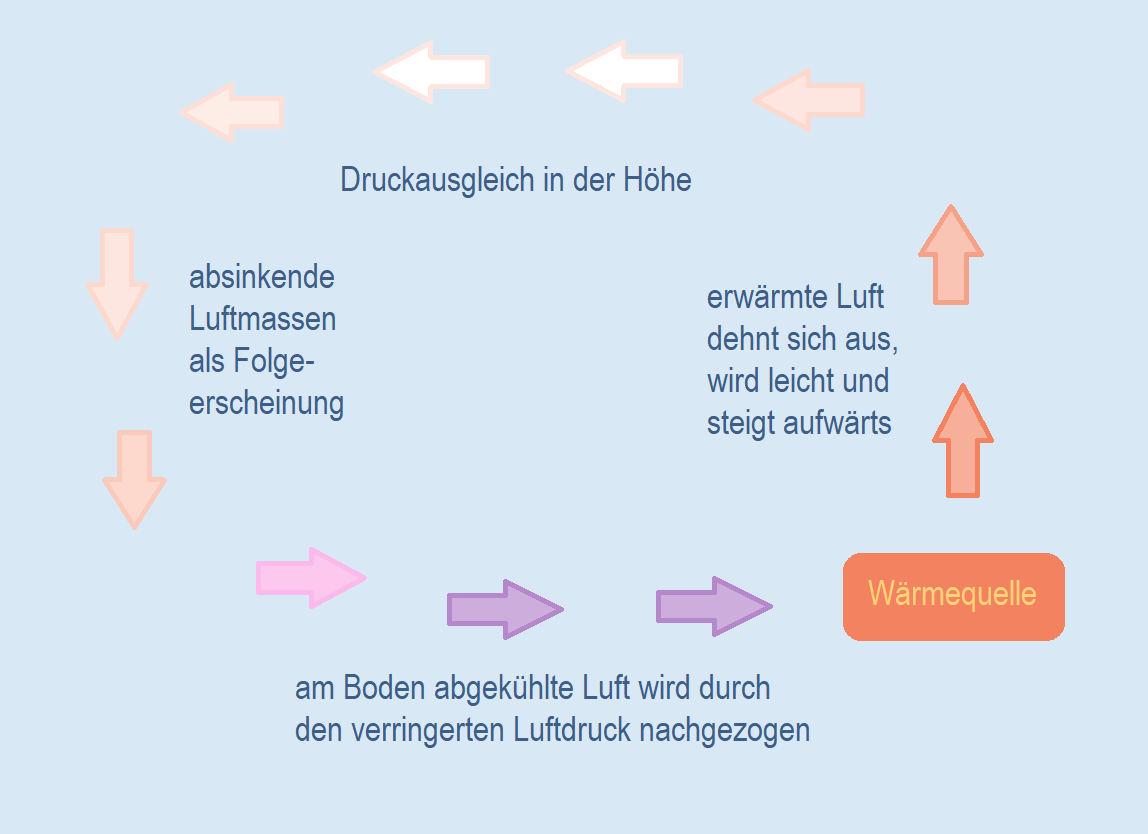
Eine Wärmequelle bringt die Luftmassen in eine kreisförmige Bewegung

Die Wärmequelle für großräumige thermische Luftzirkulation kann beispielsweise ein Gebiet mit hoher Sonneneinstrahlung sein oder eine warme Meeresströmung. Durch das Aufsteigen erwärmter Luftmassen entsteht unten eine Sogwirkung (Hitzetief). Von den Seiten strömen horizontal Luftmassen nach. In großer Höhe erfolgt ein Druckausgleich ebenfalls in horizontaler Richtung. Durch die gesamte von der Wärme als „Motor“ angetriebene Bewegung gibt es in einem geschlossenen System auch absinkende Luftmassen, die sich gegen einen Druckgradienten abwärts bewegen. Wenn die kreisförmige Bewegung nach zwei oder mehreren Seiten hin erfolgt, spricht man von Konvektion.
Auch außerhalb der Meteorologie gibt es Beispiele für großräumige thermische Zirkulationen, z. B. bei in der Äquatorialzone aufsteigenden warmen Meeresströmungen; diese bilden allerdings kein kreisförmiges geschlossenes System, sondern sind ein Teil der die Erde umspannenden thermohalinen Zirkulation.
Auch die Bewegung von Magmaströmen bei der Mantelkonvektion ist eine großräumige Form der thermischen Zirkulation.
Sehr kleinräumige thermische Zirkulation entsteht durch einen Heizkörper in einem Wohnraum oder durch eine Stabheizung oder Bodenheizung in einem Aquarium, wobei darin nicht Luft, sondern Wasser umgewälzt wird.